# Azukiarai

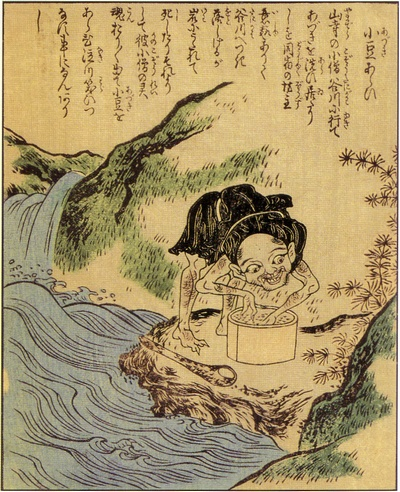
Azukiarai.

El Azukiarai (小豆洗い?) es una criatura humanoide misteriosa y peculiar de la mitología japonesa, que se encuentra a lo largo de los ríos de Japón cuyo nombre significa "El que lava azuki" (Azuki: judía).  

## Actitud
Puede ser escuchado cantando en los bordes de los ríos. Su canto es "Azuki togō ka, hito totte kuo ka, shoki shoki", que significa: "¿Debería lavar mis Azuki, o atrapar a un hombre para comérmelo?, Shoki Soki". (Shoki: Onomatopeya que imita el sonido de algo siendo fregado). Se regocija mucho de estas palabras, pero en realidad, es una criatura tímida que no gusta de hacer daño al hombre, pero sí asustarlo. Las veces que la gente dice haberlo visto, se ha transformado en un bebé, un pequeño viejo, o en una mujer muy vieja y pequeña.